# Alex Daza
Alex 'La Amenaza' Daza Nació en (Bogotá, Colombia el 20 de noviembre de 1971) Es recordado por su paso en Millonarios donde logró anotar 47 goles.
Actualmente, tiene su escuela deportiva en la localidad de Fontibón, al occidente de la ciudad de Bogotá, llamada soccer play, que ha ganados varios títulos y ha sido presentada en televisión en el Win Sports.

## Apodos
- En las transmisiones radiales el que lo bautizó fue el reconocido locutor Carlos Julio Guzmán, quien le puso el apelativo de El Goleador de la Década, sin embargo, tras una mala racha de goles la hinchada decía que ese apodo era porque "hacía un gol cada 10 años".

## Trayectoria
Jugaba como amateur ya con 23 años en el tradicional equipo del torneo del olaya Nacional de Eléctricos tras un buen torneo es contratado por Millonarios pero es llevado a préstamo en 1994 junto a otro canterano embajador Osman "Fosforito" López Debuta en el fútbol profesional en la segunda división en el ya desaparecido Fiorentina de Caqueta, de la mano del DT Germán Gutiérrez de Piñeres, Para la temporada 1995 se devuelve a Bogotá para jugar en Millonarios donde se destacó y le dio alegrías a toda la afición azul juega allí hasta 1999 con los embajadores anota 45 goles en 201 partidos.
También tuvo pasos sin pena ni gloria por Once Caldas, Deportes Quindio y Atlético Bucaramanga donde se retiró en 2001.

## Clubes
| Club                  | País     | Temporadas |
| --------------------- | -------- | ---------- |
| Fiorentina de Caqueta | Colombia | 1994       |
| Millonarios           | Colombia | 1995-1999  |
| Once Caldas           | Colombia | 1999       |
| Deportes Quindio      | Colombia | 2000       |
| Atlético Bucaramanga  | Colombia | 2001       |

## Estadísticas
| Club                   | Temporada | Liga | Liga  | Copa Libertadores | Copa Libertadores | Total | Total |
| Club                   | Temporada | PJ.  | Goles | PJ.               | Goles             | PJ.   | Goles |
| ---------------------- | --------- | ---- | ----- | ----------------- | ----------------- | ----- | ----- |
| Millonarios · Colombia | 1995-1997 | 201  | 45    | 3                 | 2                 | 204   | 47    |